# Ангус (король Островов)
Ангус (гэльск. Áonghas mac Somhairle) — сын Сомерледа, король Гарморана и Островов (1164—1210, последний титул совместно с братьями Дугалом и Ранальдом).
После смерти своего отца, Ангус, вероятно, получил во владение острова Бьют, Арран, Скай, Эгг, Рам, Норт-Уист, Саут-Уист, Барра и Бенбекьюла, а также Гарморан на побережье Шотландии. В 1192 г. Ангус вступил в конфликт со своим братом Ранальдом, претендующим на верховную власть в королевстве Островов, и одержал победу. В 1210 г. Ангус вместе со своими сыновьями были убиты. Это, видимо, было связано с английским вторжением в Ирландию и на остров Мэн в том же году: Ангус, очевидно, следуя традициям гэльско-норвежских вождей, противостоял англо-нормандской экспансии. После смерти Ангуса его владения перешли к сыновьям Ранальда, однако остров Скай был потерян для королевства Островов: там установилась власть местных кланов, занимающихся пиратством и набегами на соседние земли.